# Jimmy Hughes (cầu thủ bóng đá)
James Hughes (29 tháng 8 năm 1909 - tháng 1 năm 1966) là một cầu thủ bóng đá người Anh, thi đấu ở vị trí tiền đạo.

## Sự nghiệp
Hughes sinh ra ở Coxhoe. Ông phục vụ trong Quân đội và ở Second Battalion Northumberland Fusiliers. Khi đóng quân tại Catterick, ông thi đấu nhiều trận cho York City Dự bị với tư cách nghiệp dư ở mùa giải 1933-34.
Sau khi rời ngũ, ông kí hợp đồng chuyên nghiệp với York vào tháng 8 năm 1934. Ông gia nhập Hartlepools United năm 1935 sau khi có 17 trận và 5 bàn thắng cho York. Ông trở lại York cùng năm đó sau khi có 8 trận đấu và 3 bàn thắng cho Hartlepool. Ông thi đấu tất cả các trận ở Cúp FA mùa giải 1936-37 và 1937-38. Ông về lại Hartlepools năm 1939 sau khi có 109 lần ra sân và ghi 28 bàn thắng trong lần thứ hai tại York.
Trong Thế chiến thứ II, ông là một tù nhân chiến tranh ở Đức.